# Raymond Péricat
 (mai 2015).
Si vous disposez d'ouvrages ou d'articles de référence ou si vous connaissez des sites web de qualité traitant du thème abordé ici, merci de compléter l'article en donnant les références utiles à sa vérifiabilité et en les liant à la section « Notes et références ».
Raymond Péricat, né le 23 janvier 1873 à Gretz-Armainvilliers (Seine-et-Marne) et mort le 13 juillet 1958 à Paris (12e), est un syndicaliste et militant communiste français, fondateur du premier — et éphémère — Parti communiste (à ne pas confondre avec le PCF historique).

## Biographie
Fils d'un employé aux chemins de fer de l'Est, militant syndical, secrétaire de la Fédération du Bâtiment de la CGT avant la Première Guerre mondiale (de 1908 à 1912), il est au cours de l'année 1913 le principal partisan de la grève générale comme réponse au projet du gouvernement de porter à trois années la durée du service militaire.
Il est mobilisé en août 1914 et participe aux combats menés dans la Somme, puis en Seine-et-Oise. Cette expérience le conduit à un antimilitarisme radical qu'il met en œuvre dès son retour à la vie civile, à la fin de l'année 1914.
Il se rapproche alors du groupe militant qui entoure Alphonse Merrheim et crée avec lui, en novembre 1915, le Comité d'action internationaliste (CAI), dont il devient le secrétaire. Arrêté pour insoumission en décembre 1915, il ne peut retrouver la vie civile qu'en juin 1916, ayant été définitivement réformé.
Il retrouve alors les militants du CAI, qui s'est transformé en Comité pour la reprise des relations internationales (CRRI), une organisation pacifiste à laquelle il participe. Il s'engage aussi au sein du Comité de défense syndicaliste (CDS), très proche du CRRI, et en devient le secrétaire en 1917. Du fait de ces dernières fonctions, il a des démêlés avec la préfecture de la Seine et la Commission administrative de la Bourse du Travail. Il avait installé le bureau du Comité dans l'immeuble municipal : on l'en expulse. Par la suite, il transfère le siège du CDS à son domicile, 78, rue de Belleville, 20e arrondissement. 
Avec Merrheim, il anime le courant pacifiste de la CGT qu'il accompagne en février 1918 à la conférence interalliés de Londres rassemblant syndicalistes et socialistes. 
De son activité pendant la guerre, il tire un bilan assez amer, constatant la grande passivité des ouvriers.
Son activité syndicaliste et pacifiste finit par lui valoir une arrestation à Paris, le 26 mai 1918, sous prétexte de provocation à la désertion. Il n'est libéré qu'en novembre, et reprend son activité militante. 

### Création du premier parti communiste
S'inspirant du titre de la chanson L'internationale d'Eugène Pottier, il lance le 15 février 1919 un journal, L'Internationale communiste, qui appelle en avril à la constitution d'un parti de l'extrême gauche en France, le Parti communiste, initiative qui est saluée par le Comité exécutif de l'Internationale communiste. Ce parti est constitué dans les mois qui suivent, sous la désignation « Parti communiste, section française de l'Internationale communiste »,, avec comme secrétaire général Jacques Sigrand et comme trésorière Paule Mondage, Péricat étant le directeur de L'Internationale. Début juin 1919, le nouveau parti publie son manifeste et ses statuts, mélange d'anarchisme français traditionnel et de bolchévisme russe : renversement de l'État par la grève générale, abrogation des lois bourgeoises et suppression de la fonction publique, disparition de l'État, de la famille en tant que structure figée, de l'asservissement des femmes, gratuité de l'école (avec pour devise le cri de ralliement des anarchistes « Ni Dieu, ni maître ! »), division des forces productives en corporations élisant leurs soviets respectifs. Mais l'expérience tourne court en raison de rivalités entre Péricat, Sigrand et Étienne Lacoste et de la formation de factions antagonistes, et ce premier parti communiste, qui n'aura jamais plus de 1000 membres, disparaît à la fin de l'année.
Péricat fait aussi partie à ce moment du Comité de la Troisième Internationale, où il retrouve des militants d'inspiration syndicaliste-révolutionnaire, comme Pierre Monatte ou Gaston Monmousseau.
Il se rapproche d'ailleurs de Monatte, et participe au congrès des minoritaires de la CGT que celui-ci réunit en octobre 1919. Cette activité d'ultra-gauche lui vaut d'être inquiété par la police. Pour éviter l'incarcération, il fuit à l'étranger à la Noël 1919 et tente vainement de gagner l'U.R.S.S. Il est de retour en France en juin 1920 et travaille à Marseille, aux chantiers navals, sous le nom de Novick.

### Création de la Confédération des travailleurs du monde
Après la décision du syndicat du bâtiment de Marseille de quitter la CGT, Péricat fonde sur cette base une Confédération des travailleurs du monde (CTM), dont il est le secrétaire général jusqu'en juillet 1921, année où il rejoint la CGT, puis la Confédération générale du travail unitaire (CGTU). La CTM disparaîtra d'ailleurs l'année suivante.
Péricat semble alors s'éloigner sérieusement de la vie militante. Au début des années 1930, il est adhérent du Parti communiste (SFIC) et, à la fin de la décennie il retrouve quelques responsabilités à la Fédération du Bâtiment CGT. Après la deuxième guerre mondiale, il en sera président d'honneur.

## Publications
- Être un homme, préface inédite et posthume de Madame Séverine, Impr. La Cootypographie, 62 pages
- « À l'œuvre tous, pour la grève générale », La Voix du peuple, mars 1909 (réponse à « À l'œuvre tous, pour les résultats », de Louis Niel, paru dans le même numéro)
- Lettre ouverte : Le Comité de Défense syndicaliste à l'Union des syndicats de la Seine. Maîtres et Valets, expulsés !, Paris, août 1917  [Signé, pour le Comité : Raymond Péricat]
- LA REVOLUTION russe et les syndicalistes, Paris, Imprimerie la Fraternelle, août 1917, tract de 2 pages signé de Sébastien Faure, Raymond Péricat et 22 autres syndicalistes

## Manuscrit
- Archives de Raymond Péricat déposées à l'IFHS et conservées aux Archives Nationales (14AS/205) dont :
- Un Parti Communiste en France : un peu d'histoire, 25 pages manuscrites, juin 1956.

### Sources
- L'Humanité, 14 juillet 1958
- Henri Dubief, Le syndicalisme révolutionnaire, Armand Colin, 1969
- Christian Gras, Alfred Rosmer et le mouvement révolutionnaire international, Éditions Maspero, 1971
- Annie Kriegel, Histoire du mouvement ouvrier française, 1914-1920. Aux origines du communisme français, Paris-La Haye, Mouton, 1964
- Maurice Labi, La grande division des travailleurs. Première scission de la CGT, 1914-1921, Editions ouvrières, 1964
- Jean Maitron, Le mouvement anarchiste en France, Éditions Maspero, 1975
- Danielle Tartakowsky, Les premiers communistes français. Formation des cadres et bolchevisation, Presses de la FNSP, 1980
- Stéphane Sirot, Dictionnaire biographique du mouvement ouvrier français, notice « PÉRICAT, Raymond, Louis »